# Cheruvannur
Cheruvannur è una suddivisione dell'India, classificata come census town, di 57.111 abitanti, situata nel distretto di Kozhikode, nello stato federato del Kerala. In base al numero di abitanti la città rientra nella classe II (da 50.000 a 99.999 persone).

## Geografia fisica
La città è situata a 11° 34' 59 N e 75° 42' 24 E.

## Società

### Evoluzione demografica
Al censimento del 2001 la popolazione di Cheruvannur assommava a 57.111 persone, delle quali 27.799 maschi e 29.312 femmine. I bambini di età inferiore o uguale ai sei anni assommavano a 7.552, dei quali 3.863 maschi e 3.689 femmine. Infine, coloro che erano in grado di saper almeno leggere e scrivere erano 46.701, dei quali 23.322 maschi e 23.379 femmine.